# مصطفى جبار
مصطفى جبار (بالإنجليزية: Mustafa Jabbar)‏ هو شخصية أعمال باكستاني وبنغلاديشي، ولد في 12 أغسطس 1949 في Ashuganj Upazila ‏ في بنغلاديش.